# قورباغه پلنگی دره وگاس
قورباغه پلنگی دره وگاس (نام علمی: Lithobates fisheri) نام یک گونه منقرض‌شده از تیره قورباغه‌های اصلی است.